# カリヤーン
カリヤーン（マラーティー語：कल्याण, Kalyan）は、インドのマハーラーシュトラ州、ターネー県の都市である。カリヤン、カリヤーニーとも表記する。
ムンバイの北東約50kmに位置する。人口119万人。地方自治体としては、隣接する町ドーンビヴリー（Dombivli）とで、カリヤーン・ドーンビヴリー自治都市（Kalyan-Dombivli Municipal Corporation）を構成する。グレータームンバイ都市圏の一部である。